# صربين

## صربين
ربّين إحدى قرى قضاء بنت جبيل في محافظة النبطية.

## موقعها
تقع بلدة صربّين في قضاء بنت جبيل في محافظة النبطية.
تبعد نحو 105 كم عن العاصمة بيروت وترتفع 590م عن سطح البحر، وتمتد على مساحة 590 هكتاراً (وتقدر مصادر أخرى مساحتها بـ 400هكتاراً).
وهي تقع في واد تحيط به التلال وتحدّها بلدات رشاف، كفرا، ياطر، حاريص، حداثا، بيت ليف. يمكن الوصول إليها عبر سلوك أحد الطريقين:
>> صور - عين بعال - حناويه - قانا - صديقين - كفرا - صربين.
>> بنت جبيل - عيناتا - الطيري - حداثا - رشاف - صربين
أو حداثا - حاريص - صربين.

## أصل التسمية
ترجع بعض الآراء تسمية بلدة صربين إلى الأصل الآرامي ومعناه تنقية المعادن وصهرها. ويرجع البعض الآخر التسمية إلى جذر الكلمة «صرب» ومعناه الاحتراق والاشتعال.

## أماكن أثرية
فيها أماكن اثرية عدة من كهوف ومغاور نهب معظمها ابان الانتداب الفرنسي للمنطقة، والاحداث اللبنانية والاحتلال الإسرائيلي.

## السكان
يقدّر عدد السكان المسجّلين بـ 1380 نسمة، لكن عدد المقيمين منهم بصورة دائمة يصل إلى حد 150 نسمة ويرتفع صيفاً إلى نحو 250 نسمة. يبلغ عدد المنازل في البلدة حوالي 85 منزل.

## الناخبون
بلغ عدد الناخبين في أيار 2004، 724 ناخباً (369 ذكر و355 أنثى) في حين أن إجمالي الناخبين بلغ في العام 2000 نحو 627 ناخباً، أي بزيادة مقدارها 97 ناخباً ونسبتها 15.5%. وهذا مؤشر إلى مدى فتوة السكان إذ تقدر نسبة الذين هم دون الـ 21 سنة من عمرهم بحوالي 48% من السكان.

## السلطات المحلية
تم استحداث بلدية مؤلفة من 9 أعضاء بموجب قرار وزير الداخلية والبلديات الرقم 136 تاريخ 16 شباط 2004. وشهدت البلدة أول انتخابات بلدية في أيار 2004. ونالت هذه البلدية حصتها من عائدات الصندوق البلدي المستقل عن العام 2002 وبلغت 50 مليون ليرة. يوجد في البلدة مختار واحد.

## المؤسسات التربوية
شيّد مجلس الجنوب في البلدة مدرسة ابتدائية رسمية. لكن التعليم معطل والمدرسة مقفلة نظراً لضآلة عدد الطلاب الذين لا يتجاوز عددهم 20 طالباً، يتلقّون العلم في مدارس القرى المجاورة لا سيما كفرا وحاريص. وتحوّلت المدرسة لاحقًا إلى ثكنة عسكرية للجيش اللبناني.

## وصلات خارجية
- الموقع الرسمي للبلدة
- موقع اتحاد بلديات بنت جبيل